# Game (rapper)
Jayceon Terrell Taylor (n. 29 noiembrie 1979, Los Angeles, California, Statele Unite), cunoscut și sub numele de scenă Game, este un rapper american aflat sub titulatura Geffen Records. Game s-a făcut cunoscut în 2005 odată cu debutul albumului său, The Documentary și celor două nominalizări la premiile Grammy. De atunci, Game este considerat a fi principalul pion în reînvierea hip-hopului pe coasta de Vest, având competiția formata din rapperi de pe coasta de Est. De asemenea, Game se numără printre  puținii rapperi provenind de pe coasta de Vest care a lansat un album premiat de mai multe ori cu platină, (The Documentary), după albumul 2001 al lui Dr. Dre, lansat la sfârșitul anului 1999 și albumul Tha Last Meal al lui Snoop Dogg.

## Viața și cariera

### Viață timpurie
Game, sub numele său adevărat, Jayceon Terrell Taylor, s-a născut în Los Angeles, California și a crescut în Compton, California.
Și-a petrecut prima parte a vieții trăind cu banda "Crip", în cartier cunoscută și sub numele de Santana Blocc, dupa ce a crescut ajungând în cele din urmă un membru "Blood". Într-o zi de octombrie 2006, într-un interviu luat de MTVNews, corespondent Sway Calloway, Game și-a descris familia ca fiind "difuncțională", și a pretins că tatăl său i-a molestat una din surori. După ce a absolvit Liceul "Compton" în 1999, Taylor a intrat la Universitatea "Washington" cu o bursă sportivă, dar a fost exmatriculat în primul semestru, datorită acuzațiilor legate de droguri. Atunci a îmbrățișat viața de stradă în totalitate, și-a ajuns să vândă droguri și să se întoarcă la viața în bandă. La vârsta de optsprezece ani, a început să-l urmeze pe fratele său vitreg mai mare, "Big Fase 100", care a fost liderul bandei "Cedar Block Pirus".

### Începutul carierei
Analizând mai multe albume de influență, Game a găsit o strategie de-a deveni el insuși rapper, și cu ajutorul lui Big Fase, au fondat labelul "The Black Wall Street Records". Labelul inițial avea artiști ca Glasses Malone, Vita și Nu Jerzey Dewil, și implicit Game. Numele său de scenă i-a fost dat de către bunica sa. Game a ieșit în evidență pentru prima dată când a participat la un summit hip-hop, găzduit de Russel Simmons și Louis Farrakhan, lansând primul său mixtape "You know what it is Vol.1" în 2002, urmat de un contract cu labelul independent " Get low recordz", patronat de Bigga Fagga. În mod normal, Sean Combs ( P. Diddy ), de la Bad Boy Records urma să semneze un contract cu el, dar Game a i-a atras atenția lui Dr.Dre, care l-a adus la Aftermath Entertaiment în anul 2003. În octombrie 2004, a lansat primul său album, prin "Get Low Recordz", care s-a vândut în peste 300.000 de exemplare în primele 3 luni. Albumul avea ca invitați pe Sean T, Young Noble (Outlawz), și JT - Bigga Figga. Game a apărut și pe mixtapeuri a unor Dj ca Kayslay, Whoo Kid și Dj Clue. Game și-a lansat de asemenea și al doilea mixtape, "You Know What It Is Vol. 2", prin propriul său label, și-a apărut în jocul NBA Live 2004, pe o piesă produsă de Fredwreck, "Can't stop me".

## Drumul spre succes
Game a aparținut labelului Aftermath Entertaiment , dar e bun ca si coco cel mai bungrapper in viata
General al Interscope Records,Jimmy Lovine, si Dr. Dre au decis că Game ar trebui să lucreze cu 50 cent și G-unit.Aranjamentul a fost făcut pentru a stârni interes în jurul său și pentru a ajuta ascensiunea G-unit.De atunci, a avut numeroase apariții în videoclipurile lui 50 cent, Lloyd Banks, Young Buck, și Fabolous, inițial aparând în videoclipul "In da club", dansând cu o fată. Chiar și în această perioadă de început a carierei sale, a fost implicat în dispute rap asociate G-unit, inclusiv cu Joe Budden, Ja Rule, și Memphis Bleek. Prima sa apariție a fost pe single-ul "Certified Gangstas", înaintea lansării single-ului său "Westside Story", în anul 2004.
Titlul original al albumului său a fost "Nigga Wit' An Attitude Volume 1" ( așa cum face referire în piesa Dreams),dar a fost oprit de către văduva lui Eazy-E de-a folosi numele N.W.A. Dr. Dre și 50 cent au fost producători executivi în albumul de debut a lui The Game, The Documentary, care a conținut două hituri "How We Do" și "Hate It or Love It" ( primind mai târziu două nominalizări Grammy). Albumul a debutat numărul 1 în Billboard 200, și-a fost al zecelea album ca vânzări în S.U.A. A debutat, de asemenea, numărul 7 în Marea Britanie, având 5 milioane de unități vândute în toată lumea.
Lil Eazy-E, un tânăr rapper, fiul lui Eazy-E,a început o dispută cu The Game, în condițiile în care cei doi fuseseră asociați și au și înregistrat muzică împreună.Lil-Eazy-E a înregistrat piese cu atacuri directe la adresa lui The Game, exprimându-și nemulțumirea cu privire la folosirea nepotrivită a numelui tatălui său de către The Game. Rapperul i-a răspuns, acuzându-l că încearcă să se facă cunoscut folosindu-se de succesul pe care el l-a înregistrat odată cu lansarea albumului The Documentary. Game a lansat piesa "120 bars" prin care susține că Lil Eazy-E nu-și scrie singur versurile. Totuși, The Game, în aceeași piesă afirmă că ar prefera să nu se certe cu Lil Eazy-E, ținând cont de respectul pe care i-l poartă tatălui său. Imediat după, Lil Eazy-E i-a răspuns prin piesa "Thez know me". Pe 30 octombrie 2006, Game a intrat în direct la KDAY, și-a afirmat că el și Lil Eazy-E și-au încheiat neînțelegerile.
1. ↑  Czech National Authority Database, accesat în 1 martie 2022
2. ↑  „Game”, Gemeinsame Normdatei, accesat în 17 octombrie 2023